# Metarfa
Metarfa là một đô thị thuộc tỉnh Adrar, Algérie. Dân số thời điểm năm 2002 là 7.061 người.